# Guillaume du Tillot
Léon Guillaume du Tillot (Bayona, 22 de mayo de 1711- París, 13 de diciembre de 1774)fue un político francés imbuido por los ideales liberales de la Ilustración. Fue ministro del Ducado de Parma y Piacenza, con Felipe I de Parma y su esposa la princesa Luisa Isabel de Francia, desde 1759 y fue nombrado marqués de Felino antes de caer en desgracia en 1771.

## Biografía

### Auge
Léon Guillaume fue hijo de Nicolas Du Tillot, ayudante de cámara del rey Felipe V de España y de Luisa Pascal. Guillaume estudió en París, en el Colegio de las Cuatro Naciones. En 1730, terminados estos estudios, marcha a España donde se convierte en ayuda de cámara del infante Carlos III. Tras la marcha del futuro rey hacia Italia, le correspondió cuidar de los asuntos de Felipe de Borbón, convirtiéndose en su secretario privado, guardián de su tesoro privado y organizador de festivales y espectáculos en Chambéry y otros lugares. En junio de 1749, sale de París hacia Parma en calidad de observador y consejero de Felipe, a petición de Luis XV, cuyo yerno era Felipe. El duque le nombró, el 26 de junio de 1749, intendente general del tesoro, confiándole así la gestión del tesoro ducal, el pago de gastos y salarios, la mayordomía de palacios, propiedades, jardines y teatros, administración de espectáculos y fiestas.
Felipe, siempre agradecido por los servicios prestados por Du Tillot, le nombra ministro de economía pública y de asuntos exteriores (1756), luego primer ministro el 18 de junio de 1759. Bajo su gestión, Du Tillot hizo que el ducado fuera más floreciente gracias a una buena administración. El 20 de junio de 1764, fue nombrado marqués de Felino y recibió las tierras de Felino y San Michele di Tiorre.

### Logros
El desempleo, la baja producción y el desconocimiento de las técnicas de producción son los males recurrentes de la economía del ducado. Du Tillot intenta cuidarlos fomentando la producción de numerosos productos relacionados con la moda: guantes, velos, cortinas, plumas, terciopelo. Trae buenos trabajadores y artesanos de Francia y Suiza que enseñan su arte , concede locales gratuitos para nuevas industrias, las financia, da pensiones a los artesanos para que puedan formar nuevos estudiantes. En cuanto a la agricultura, introdujo y promovió la patata, todavía poco extendida en Europa, mejoró carreteras, puentes, canales para favorecer las importaciones y exportaciones.
Durante la reorganización de la Biblioteca Pública de Parma, Du Tillot construyó una privada para su uso que incluía la Encyclopédie de Diderot y D'Alembert. Creó la Academia de Bellas Artes, el Museo de la Antigüedad, la Imprenta Ducal, el periódico La Gazzetta di Parma y reorganizó la Universidad de Parma, una de las más antiguas de Europa, creada en el siglo XI. Se rodea de intelectuales y artistas entre los cuales Condillac, Paolo Maria Paciaudi, Giambattista Bodoni, Jean Baptiste Boudard e invita a Ennemond Alexandre Petitot a la corte. Con esta ayuda imprimió un nuevo estilo a la ciudad de Parma, modificando la iglesia de San Pedro (reanudación de la fachada), el palacio del Gobernador, el palacio de la Riserva, el Stradone, el palacio ducal del Giardino con la ayuda del escultor Boudard. En 1756, llamó a la corte a Guillaume Rouby de Cals, inicialmente empleado en la administración de finanzas, se convirtió en secretario privado de Du Tillot y director de la primera fábrica de tejidos militares de la casa ducal, fábrica creada en Borgo San Donnino, actual Fidenza.

### Oposición a la Iglesia
En 1765, Felipe I muere dejando el trono a su hijo Fernando I de Parma, de 14 años, concentrándose todo el poder en las manos de Du Tillot. Como Bernardo Tanucci, Du Tillot es favorable a la supremacía del Estado sobre la Iglesia. Apoyado por las cortes de Francia, España y Nápoles, llevó una lucha durísima contra los privilegios eclesiásticos de que gozaba la Santa Sede, en particular la ausencia de cargas sobre las propiedades. A partir de 1764 prohibió la venta o donación de bienes a la Iglesia El Papa Clemente XIII condenó las nuevas leyes mientras que los jesuitas fueron expulsados del ducado el 8 de febrero de 1768, los bienes de muchas otras órdenes religiosas fueron confiscados, la Inquisición abolida el 23 de mayo de 1769.

### Caída
Du Tillot se encontró frente a dos adversarios. Por un lado, sus enemigos políticos a consecuencia de los duros conflictos que provocó con los Estados Pontificios, su gestión secular del ducado de Parma, los nombramientos que realizó, la supresión de la Inquisición y la expulsión. de los jesuitas. Por otro lado, la llegada de María Amelia de Austria, esposa del nuevo duque Fernando I de Parma, que buscaba sustituir la influencia austriaca por la de Francia y España. La oposición de María Amelia se transformó en odio y obtuvo de su marido la destitución (14 de noviembre de 1771) a pesar de la oposición de Francia y España. Du Tillot primero fue puesto bajo arresto domiciliario en Colorno donde residió y, tras huir el 19 de noviembre de 1771 a España, recibió una pensión de Carlos III. Pocos años después regresó a Francia donde murió de apoplejía en 1774.
El ministro Du Tillot fue sustituido por el español José Agustín Llano y de la Cuadra, que dejará el cargo, a su vez, al cabo de un año.